# Lieferantenaudit
Lieferantenaudit, auch Kundenaudit, ist eine Sonderform des Audits (Qualitätsaudit, Produktaudit, Hygieneaudit, Umweltaudit, Ethikaudit, integriertes Audit etc.) bestimmter Teile oder des gesamten Managementsystems einer Organisation (Unternehmen, Produzent, Dienstleister).
Der Kunde oder ein vom Kunden beauftragter Auditor begutachtet und bewertet dabei die organisatorische und ggf. auch technische Leistungsfähigkeit seines Lieferanten. Dabei werden zunächst aktuelle Leistungen des Lieferanten anhand einer Ist-Basis ermittelt und mit dem vertraglich zwischen beiden Seiten vereinbarten Soll-Zustand verglichen. In diesem Audit werden alle – nach Ansicht des Kunden erforderlichen – Verbesserungen des Managementsystems, der personellen und technischen Ausstattung niedergeschrieben. Anschließend wird der Lieferant aufgefordert, die erforderlichen Maßnahmen zur Optimierung des Qualitätsmanagements in einem fest vereinbarten Zeitrahmen durchzuführen. Mit diesen Maßnahmen will der Kunde sicherstellen, dass die vom Lieferanten zugekauften Produkte (Zulieferteile, Dienstleistungen etc.) in einem gleich bleibend hohen Standard vom Lieferanten bereitgestellt werden. Das Audit kann sich aber auch auf einzelne technische oder organisatorische Bereiche des Lieferanten konzentrieren, mit dem Ziel, z. B. das Vertrauen, die Umweltfreundlichkeit, die Rückverfolgbarkeit, den Rohwareneinkauf, die Fertigungstoleranz, die Sensibilität gegenüber Kundenerwartungen, die Logistik oder die Hygiene zu verbessern. Für anspruchsvolle Kunden ist es im Business-to-Business-Geschäft üblich, potentielle Lieferanten vor Auftragserteilung mittels Lieferantenaudit zu qualifizieren. Erst nach durch den Lieferanten nachgewiesener Umsetzung vereinbarter Korrekturmaßnahmen werden Aufträge erteilt. Der Kunde strebt durch Lieferantenaudits so eine positive kontinuierliche Lieferantenentwicklung (kontinuierlicher Verbesserungsprozess) an, um die Qualität und Effizienz seiner eigenen Prozesse und Produkte durch gleichbleibend gute Leistungen des Lieferanten zu optimieren. In regelmäßigen Abständen werden darüber hinaus die Lieferantenaudits wiederholt, um den Lieferanten zu einer ständigen Weiterentwicklung seines Managementsystems und seiner Leistungen zu führen. Die dabei angestrebte Verbesserung der Beziehungen zwischen Kunden und Lieferanten ist ein wesentlicher Erfolgsfaktor im managementorientierten „Kaizen“ geworden.
Die Ergebnisse von Kundenaudits können ein wesentlicher Faktor für die Bewertung eines Lieferanten durch den Kunden sein.

## Umsetzung entlang der Lieferkette
Vorfälle in der Textilbranche wie der Einsturz der Rana-Plaza-Textilfabrik (2013), der mehr als 1000 Menschenleben gefordert hat, haben die Rolle von Audits entlang der Lieferkette (supply chain) statt lediglich der unmittelbaren Lieferanten (Tier-1-Lieferant) stärker in den Vordergrund gerückt. Ansätze des Supply-Chain-Managements werden somit vermehrt beim Audit berücksichtigt. Wieland und Handfield (2013) schlagen hierfür eine Auditierung von Managementsystemen, Produkten und Lieferanten vor; Auditierung muss dabei insbesondere auch Lieferanten von Lieferanten miteinbeziehen.

## Unterschied zu Zertifizierungsaudits
Lieferantenaudits sind nicht zu verwechseln mit den Zertifizierungsaudits von Zertifizierungsgesellschaften, wie DQS oder Germanischer Lloyd, mit dem Ziel, ein Zertifikat für das Qualitätsmanagementsystem (ISO 9001) oder eines anderen Regelwerkes (IFS, SA 8000, BRC, Sedex usw.) zu erlangen.